# Памятная монета «Пчела»
Памятная монета «Пчела» (укр. пам'ятна монета «Бджола») — золотая памятная монета Национального банка Украины. Посвящена пчеле, которая символизирует мудрость, любовь к семье и трудолюбие. Монета вошла в оборот 25 марта 2010 года. Относится к серии «Наименьшая золотая монета». Автор эскизов и моделей — Владимир Демьяненко.

## Описание монеты и характеристики
| Номинал, гривен | Металл | Масса, г | Диаметр, мм | Качество изготовления         | Гурт    | Тираж, штук |
| --------------- | ------ | -------- | ----------- | ----------------------------- | ------- | ----------- |
| 2               | золото | 1,24     | 13,92       | специальное нециркулированное | гладкий | 10 000      |

### Аверс
На аверсе монеты в кольце из бусин изображён малый Государственный Герб Украины, над которым отмечен год чеканки монеты (2010); между кольцом и кантом монеты круговые надписи «НАЦИОНАЛЬНЫЙ БАНК УКРАИНЫ» (укр. НАЦІОНАЛЬНИЙ БАНК УКРАЇНИ, вверху), «2 ГРИВНЫ» (2 ГРИВНІ, внизу), а также обозначение металла (Au) и его пробы 999,9 (слева), масса (1,24 г) и логотип Монетного двора Национального банка Украины (справа).

### Реверс
На реверсе монеты изображена пчела, над ней и под ней её название на украинском (укр. «БДЖОЛА») и на латинском языках (лат. «APIS MELLIFERA»).

## Стоимость монеты
Стоимость монеты — 582 гривны (2010). Установлена Национальным банком Украины в период реализации монеты через его филиалы. Стоимость монеты менялась следующим образом:
| Год          | 2010 | 2011 | 2012 | 2013 | 2014  | 2015  | 2016  | 2017  | 2018  | 2019  | 2020  | 2021  | 2022  | 2023  |
| ------------ | ---- | ---- | ---- | ---- | ----- | ----- | ----- | ----- | ----- | ----- | ----- | ----- | ----- | ----- |
| Цена, гривен | 600  | 700  | 850  | 940  | 1 030 | 1 550 | 1 890 | 2 100 | 2 550 | 2 200 | 2 800 | 3 200 | 3 500 | 5 000 |